# Liste der Bodendenkmale in Hämelhausen
In der Liste der Bodendenkmale in Hämelhausen sind die Bodendenkmale der niedersächsischen Gemeinde Hämelhausen aufgeführt. Die Quelle ist der Denkmalatlas Niedersachsen. 

Hämelhausen im Landkreis Nienburg

Der Stand der Liste ist der 12. Januar 2025.

## Allgemein
In den Spalten finden sich folgende Informationen des Bodendenkmales:
Lagegeographische Koordinaten
BezeichnungBezeichnung lt. Denkmalatlas
BeschreibungBeschreibung lt. Denkmalatlas
IDObjekt-ID
BildBild, ggf. zusätzlich mit Link zu weiteren Fotos im Medienarchiv Wikimedia Commons.

## Hämelhausen
| Lage                        | Bezeichnung               | Beschreibung                                                                                                   | ID       | Bild |
| --------------------------- | ------------------------- | --- | -------- | ---- |
| 52° 47′ 17″ N, 9° 16′ 27″ O | Hämelhausen 17, Grabhügel | Durchmesser ca. 20 m und Höhe ca. 1,5 m, im Osten, Süden und Westen gut abgesetzt, im Norden flach auslaufend. | 49897888 | BW   |